# Papilys
Papilys is een plaats in het Litouwse district Panevėžys. De plaats telt 312 inwoners (2001).